# 28878 Segner
28878 Segner este un asteroid din centura principală de asteroizi.

## Descriere
28878 Segner este un asteroid din centura principală de asteroizi. A fost descoperit pe 26 mai 2000 la Observatorul din Ondřejov de Peter Kušnirák. Asteroidul prezintă o orbită caracterizată de o semiaxă mare de 2,58 ua, o excentricitate de 0,19 și o înclinație de 0,4° în raport cu ecliptica.